# Tristan et Yseult (film, 1920)
Pour les articles homonymes, voir Tristan et Iseut (homonymie).
Pour plus de détails, voir Fiche technique et Distribution.
Tristan et Yseult est un film français, sorti en 1920.

## Fiche technique
- Titre français : Tristan et Yseult
- Réalisation : Maurice Mariaud
- Scénario : Franz Toussaint et Jean-Louis Bouquet
- Pays de production : France
- Format : Noir et blanc - 1,33:1 - Film muet
- Genre : drame
- Date de sortie : 1920

## Distribution
- Sylvio de Pedrelli : Tristan
- Andrée Lionel : Yseult aux cheveux blonds
- Tania Daleyme : Yseult aux blanches mains
- Henri Maillard : L'ermite
- Armand Dutertre : Hoël
- Frédéric Mariotti
- Jean-François Martial : Le Sénéchal
- Raymone : Brangien, la servante d'Yseut